# Шумуђу (Бихор)
Шумуђу (рум. Șumugiu) насеље је у Румунији у округу Бихор у општини Хидишелу Де Сус. Oпштина се налази на надморској висини од 172 m.

## Становништво
Према подацима из 2002. године у насељу је живело 421 становника.

### Попис2002.
| Расподела становништва по националности 2002.‍ | Расподела становништва по националности 2002.‍ | Расподела становништва по националности 2002.‍ | Расподела становништва по националности 2002.‍ | Расподела становништва по националности 2002.‍ |
| --------------------------------------------- | --------------------------------------------- | --------------------------------------------- | --------------------------------------------- | --------------------------------------------- |
|                                               |                                               |                                               |                                               |                                               |
| Румуни                                        | Румуни                                        |                                               | 388                                           | 92,2%                                         |
| Мађари                                        | Мађари                                        |                                               | 7                                             | 1,7%                                          |
| Роми                                          | Роми                                          |                                               | 26                                            | 6,2%                                          |